# Ричардсон, Луис (футболист)
Луис Ричардсон (англ. Lewis Richardson; родился 7 февраля 2003, Манчестер) — английский футболист, нападающий клуба «Бернли».

## Клубная карьера
Уроженец Манчестера, Луис Ричардсон является воспитанником футбольной академии «Бернли», за которую выступал с восьмилетнего возраста. 7 февраля 2020 года подписал свой первый профессиональный контракт с клубом. 28 февраля 2021 года дебютировал в основном составе «Бернли» в матче Премьер-лиги против «Тоттенхэм Хотспур». В возрасте 18 лет и 21 дня он стал самым молодым дебютантом «Бернли» в Премьер-лиге.

## Карьера в сборной
Выступал за сборные Англии до 16 и до 17 лет.